# 勒默
勒默（法語：Le Meux，法語發音：[lə mø]）是法国瓦兹省的一个市镇，位于该省东部，属于贡比涅区。

## 地理
勒默（49°22'4"N, 2°44'40"E）面积7.8 平方千米，位于法国上法蘭西大區瓦兹省，该省份为法国北部内陆省份，北起索姆省，西接厄尔省和滨海塞纳省，南至塞纳-马恩省和瓦兹河谷省，东临埃纳省。
与勒默接壤的市镇（或旧市镇、城区）包括：容基耶尔、阿尔芒库尔、若镇、拉克鲁瓦圣旺、隆格伊圣玛丽、里沃库尔。

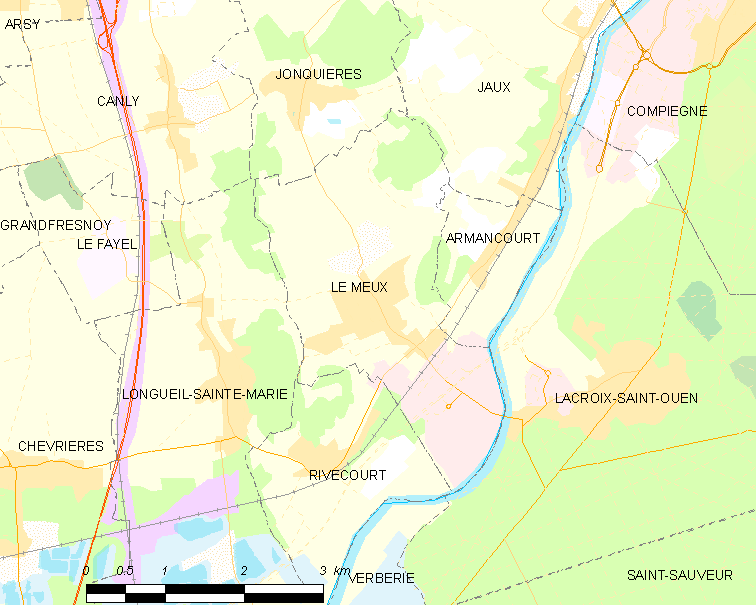
勒默的OSM定位图

勒默的时区为UTC+01:00、UTC+02:00（夏令时）。

## 行政
勒默的邮政编码为60880，INSEE市镇编码为60402。

## 政治
勒默所属的省级选区为贡比涅第二县。

## 人口

1962-2008年间勒默人口变化图示

勒默于2022年1月1日时的人口数量为2310人。